# Acanthodynerus giordanii
Acanthodynerus giordanii är en stekelart som beskrevs av Gusenleitner 1969. Acanthodynerus giordanii ingår i släktet Acanthodynerus och familjen Eumenidae. Inga underarter finns listade i Catalogue of Life.